# Pago (Markenname)
Pago ist eine international agierende Fruchtsaftmarke der Eckes-Granini Group. Sie wurde 1888 als Unternehmen von den österreichischen Brüdern Franz und Jakob Pagitz in Kärnten gegründet.

## Geschichte
Das Unternehmen wurde 1888 in Klagenfurt durch Jakob Pagitz senior gegründet und stellte zunächst Sodawasser her. 1900 wurden erstmals Sodawasser mit Apfelsaft und Johannisbeersaft zur Limonade gemischt und als Spezi und Kracherl auf den Markt gebracht. Ab 1920 arbeitete Jakob Pagitz junior im Betrieb des Vaters mit (nach anderen Quellen übernahm er 1920 den Betrieb). Unter ihm entstand ab 1928 eine Süßmosterei, ab 1930 begann dann der gewerbsmäßige Verkauf von Süßmost.
1930 begann die Herstellung reiner Obstsäfte, die unter dem Namen Flüssiges Obst vermarktet wurden. Der heutige Markenname Pago stammt aus dem Jahr 1949 und rührt von Pagitz und Obst her und wurde im Oktober 1949 im Österreichischen Patentamt registriert.
Wurden die Getränke ursprünglich nur in der Umgebung verkauft, weitete das Unternehmen den Vertrieb zunächst nach Wien aus. Infolge wurden Auslieferungslager in allen größeren Städten, wie Wien, Salzburg und Graz, angelegt. Ende der 1950er Jahre wurde Pago dann in ganz Österreich vertrieben, ab 1960 ist Pago als Marke österreichweit vertreten. Nach dem Tod von Jakob Pagitz junior im Jahr 1964 wird das Familienunternehmen von seiner Frau Hilde und seinen drei Kindern Gertraud, Jakob Heinz und Heidemarie in der als Pago KG gegründeten Kommanditgesellschaft weitergeführt.
1968 erfolgte die Grundsteinlegung am Standort in der Schrödingerstraße am südlichen Stadtrand von Klagenfurt. 1970 konnte ins neue Werk mit den größeren Konzentrationsanlagen zur Fruchtsafterzeugung und mit modernerer Logistik übersiedelt werden. 1977 erreichte das Sortiment von Pago 70 Sorten von Fruchtsäften.
Mit Dezember 1977 wurde eine GesmbH gegründet, an der die Brau Beteiligungs AG einen Anteil von 60 % übernahm. 1978/79 erfolgte eine Umwandlung der Gesellschaft und gelangte Pago zu 100 % in den Besitz der Brau Union.
Mit Beginn der 1980er Jahre begann erstmals der Vertrieb über den Lebensmittelhandel. 1984 wurde dem Unternehmen das Staatswappen verliehen. Ab 1988 begann die Internationalisierung. 1989 entstand die Bildmarke mit der grünen Glasflasche, dem unverwechselbaren Etikett und dem gelben Deckel, beide mit dem roten Pago-Schriftzug. Ebenfalls ab 1989 positionierte sich Pago mit der Vertriebsschiene Hotels, Restaurants und Cafés in Italien. Das Jahrzehnt der 1990er war geprägt von der internationalen Ausweitung des Vertriebs und neuen Gebindegrößen.
Ab den 2000er Jahren wurden in größeren Ländern eigene Vertriebsgesellschaften gegründet. Mit der EU-Erweiterung 2004 expandierte Pago den Vertrieb auch in die osteuropäischen Länder. Man begann mit Spirituosenerzeugern Kooperationen einzugehen für das sogenannte Mixing Konzept, Pago-Fruchtsäfte in Cocktails zu mixen. Im Jahr 2005 führte Pago PET-Flaschen ein und unterzog das Pago-Trinkglas einem Redesign. 2006 wurde das Pago-Sortiment um Pago Gespritzt, in vier Geschmacksrichtungen und in PET-Flaschen abgefüllt, erweitert. Mit Pago Gespritzt ging Pago damit an die Wurzeln von 1900 zurück, als Fruchtsäfte mit Sodawasser zum Kracherl bzw. Spezi abgemischt auf den Markt gebracht wurden. 2007 erfuhr das Pago-Logo einen Relaunch, das seit 1. Jänner 2008 eingesetzt wird. Im Jahr 2008 wurde ein neues, dem bisherigen 0,2-Liter-Glas ähnliches 0,5-Liter-Glas eingeführt.
Ende 2012 verkaufte die Brau Union Österreich AG Pago an Eckes-Granini. Strategisch wichtige Partnerschaften, wie mit dem Getränkeabfüller „Kärntnerfrucht“, wurden begründet und so werden auch heute noch die Flaschen für Eckes-Granini Austria in Klagenfurt abgefüllt. Die Zentrale von Pago übersiedelte 2013 von Klagenfurt nach St. Florian in Oberösterreich, dem Firmensitz von Eckes-Granini Austria.
2018 erweiterte Pago das Sortiment um eine Bio-Range für die Gastronomie. Die Sorten Apfel naturtrüb, Orange, Marille und Orange-Karotte-Zitrone sind in umweltfreundlichen Mehrweg-Glasflaschen erhältlich. In diesem Jahr unterliefen auch alle anderen Pago-Etiketten einem Relaunch. 

## Nachhaltigkeit
Alle PET-Flaschen sind zu 100 % recycelbar. Bis Ende 2025 will das Unternehmen hinter Pago (Eckes-Granini Group), dass ihre Flaschen aus mindestens 25 % recyceltem PET bestehen.
Seit Jänner 2021 warb Eckes-Granini mit einem Logo „CO2-neutral“ auf seinen Produkten. Der Hauptsitz der Eckes-Granini-Gruppe in Deutschland plane darüber hinaus Klimaneutralität in allen Standorten bis Ende 2021 durchzusetzen. Im Februar 2023 wurde bekannt, dass der Konzern nach einer entsprechenden Klageandrohung durch Foodwatch eine Erklärung unterzeichnete, künftig diese Behauptung zu unterlassen.